# 浜館
浜館（はまだて）は、青森県青森市にある地名。現行行政地名は1丁目から6丁目。他に大字浜舘がある。郵便番号は030-0947。

## 地理
浜館は、青森市の東部に位置する。おおむね郊外の住宅地であるが、幹線道路沿いには郊外型の大きな駐車場を備えた商店が多い。
浜館一丁目～六丁目は、北西端が一丁目、ここから東に向かって4丁目まで続き、この町の南部を東西に走る幹線道路（ひまわり通り）をはさみ、4丁目の南が5丁目、その西が6丁目となっている。浜館1～6丁目は、東が大字浜館、虹ヶ丘、北が大字浜舘、大字田屋敷、大字古館、西が古館1丁目、南が大字浜館、大字古館に接する。
大字浜館は、小字に科、間瀬、見取がある。幹線道路沿いには商店等がみかけられるが、一部に農地もある。大字浜館は、浜館3～5丁目と虹ヶ丘をはさみ、南北に分かれている。北部は大半が青森県立保健大学の敷地で占められる。東は大字小柳、南が虹ヶ丘、西が田屋敷と虹ヶ丘、北は南佃と接する。南部は東が大字戸山、北が浜館五丁目と虹ヶ丘、西が大字田屋敷と大字駒込、南が大字戸山と大字駒込と接する。

## 歴史
地名の由来は、浜辺近くに豪族の居館があったことにちなむという。元和2年に千葉左京之介平恒友が開拓に着手して成立。枝村として中浜館村（小柳村）、下浜館村（造道村）が成立したことから、上浜館村とも言う。古くから水田耕作中心の地域であった。1968年（昭和43年）にもとの大字浜館の北部（現南佃、小柳の南端部）を東北本線（現青い森鉄道線）が移転してきた後、この鉄道の北側のもと浜館字見取（現南佃二丁目）に県営住宅が置かれ、周囲も宅地化したものの、線路から南については平成初めまで水田が地区のほとんどを占めていた。平成に入ってから区画整理が行われてから、住宅地・商業地へと大きく変貌した。
- 1998年（平成10年）10月3日 - この前日、青森県知事から換地処分完了の公告が出されたのを受けて、町界変更、地番整理と、以下の住所変更が行われた[5][6]。

| 実施後     | 実施日                  | 旧町名                                       |
| ---------- | ----------------------- | -------------------------------------------- |
| 浜館一丁目 | 1998年（平成10）10月3日 | 古館字安田、同字大柳、田屋敷字下り松の各一部 |
| 浜館二丁目 | 1998年（平成10）10月3日 | 田屋敷字下り松、古館字安田の各一部           |
| 浜館三丁目 | 1998年（平成10）10月3日 | 田屋敷字下り松、同字増田、浜館字見取の各一部 |
| 浜館四丁目 | 1998年（平成10）10月3日 | 浜館字間瀬、同字見取、田屋敷字増田の各一部   |
| 浜館五丁目 | 1998年（平成10）10月3日 | 浜館字間瀬、同字見取、田屋敷字下り松の各一部 |
| 浜館六丁目 | 1998年（平成10）10月3日 | 田屋敷字下り松、古館字大柳、同字安田の各一部 |

## 世帯数と人口
2022年（令和4年）9月1日時点の世帯数と人口は以下の通りである。
| 町丁           | 世帯数    | 人口    |
| -------------- | --------- | ------- |
| 浜館1丁目      | 399世帯   | 873人   |
| 浜館2丁目      | 305世帯   | 674人   |
| 浜館3丁目      | 354世帯   | 728人   |
| 浜館4丁目      | 406世帯   | 852人   |
| 浜館5丁目      | 28世帯    | 51人    |
| 浜館6丁目      | 58世帯    | 103人   |
| 大字浜館字科   | 31世帯    | 63人    |
| 大字浜館字見取 | 22世帯    | 38人    |
| 大字浜館字間瀬 | 131世帯   | 151人   |
| 計             | 1,734世帯 | 3,533人 |

## 小・中学校の学区
市立小・中学校に通う場合、学区は以下の通りとなる。
| 丁目・字       | 番地 | 小学校             | 中学校             |
| -------------- | ---- | ------------------ | ------------------ |
| 1丁目から6丁目 | 全域 | 青森市立浜館小学校 | 青森市立佃中学校   |
| 字間瀬         | 一部 | 青森市立浜館小学校 | 青森市立佃中学校   |
| 字間瀬         | 一部 | 青森市立浜館小学校 | 青森市立戸山中学校 |
| 字科、字見取   | 一部 | 青森市立浜館小学校 | 青森市立戸山中学校 |

## 交通

### 鉄道
- 青い森鉄道青い森鉄道線 - 東青森駅（南口）

### バス
- 青森市営バス戸山団地線（浜館経由）- H21(戸山団地方面行き) ・B1(青森駅方面行き)

## 施設
- 青森市役所浜館支所
- 青森警察署浜館駐在所
- 古館公園
- 古館地域市民館